# عاصمة الدنيا
عاصمة الدنيا (بالإنجليزية: The Capital of the World)‏ قصة قصيرة من تأليف الكاتب الأمريكي إرنست هيمنغواي. نُشِرت القصة للمرة الأولى في عام 1936 في مجلة «إسكواير» (Esquire)، ثُمَّ نُشِرت مرة أخرى في عام 1938 مُضمَّنة في «الطابور الخامس». تجري أحداث القصة في مدينة مدريد، وتحكي عن «باكو»، وهو نادل صغير يحلم أن يصير مصارع ثيرانٍ. وتتحدث القصة أيضاً عن زميلان له في العمل، وجميعهم لديهم خطط لما سيعملونه في المساء، ومن الشخصيات المؤثِّرة في القصة أيضاً «إنريكو» الذي يعمل غاسلاً للأطباق.